# Witi Ihimaera
Witi Ihimaera (ur. 7 lutego 1944 w Gisborne w Nowej Zelandii) – pisarz maoryski. Autor książki Jeździec na wielorybie (The Whale Rider), na której podstawie powstał film Jeździec wielorybów (Whale Rider).